# ¡Bruja, más que bruja!
¡Bruja, más que bruja! és una pel·lícula estrenada en 1977 escrita i dirigida per Fernando Fernán Gómez. Mescla de gèneres com la comèdia, el drama i el musical la pel·lícula és una profunda sàtira d'alguns arquetips de la denominada "Espanya Negra".
La pel·lícula va ser rodada principalment al poble de Ledanca, Guadalajara, on es localitzen diverses de les escenes exteriors, així com la plaça, carrers adjacents i l'interior de l'església, també existeixen localitzacions al poble de Almadrones, Guadalajara, com són l'exterior de l'església i l'escena final amb la banda de música
Malgrat comptar amb un repartiment de primera fila, que incloïa actors com José Lifante, Mary Santpere, Francisco Algora, Emma Cohen o el propi Fernán Gómez, la pel·lícula no va obtenir el suport del públic. Qualificada com "un deliri sarsuelístic, rural, adúlter i tendríssim" sí ha estat reivindicada per la crítica i, amb motiu del seu quaranta aniversari, es va tornar a estrenar a sales comercials. Se la considera una pel·lícula maleïda i de culte del seu director al costat d'altres obres seves com El mundo sigue.  També es destaca per ser la primera ocasió en què Fernán Gómez dirigia per a la pantalla gran a qui fora la seva parella, Emma Cohen, després de col·laborar conjuntament en els treballs per a Televisió Espanyola Juan Soldado (1973) i El Pícaro (1974).

## Argument
En un poble ruïnós i sense asfaltar Mariana (Emma Cohen), una bella jove, decideix casar-se amb Tío Justino (Fernando Fernán Gómez), l'home més ric del poble, sense atendre el seu desig evident pel seu nebot Juan (Paco Algora), un jove mosso que es troba en la capital complint el servei militar. Després de llicenciar-se Juan, un autèntic galifardeu d'escassa intel·ligència, torna al poble amb la intenció d'assassinar al seu oncle i poder així casar-se amb la jove vídua. Per a això Juan buscarà la complicitat de Tia Larga (Mary Santpere), una bruixa mentidera que utilitzarà els seus ardits per al seu propi benefici. Així començarà un melodrama esperpèntic replet de cançons, moltes vegades poc comprensibles, en el qual cap des de la bruixeria i l'assassinat fins a una absurda escena d'amor entre sacs de farina.

## Repartiment
- Francisco Algora - Juan
- Emma Cohen - Mariana
- Mary Santpere - Tía Larga
- Fernando Fernán Gómez - Tío Justino
- José Lifante - Jutge
- Estela Delgado - Rufa
- Carmen Martínez Sierra - Mare de Mariana
- Fernando Sánchez Polack – Sacerdot

## Recepció crítica
En els portals d'informació cinematogràfica, la pel·lícula compta amb un notable acolliment. En IMDb, basant-se en 46 vots, obté una puntuació de 6,2 sobre 10. FilmAffinity España li atorga idèntica puntuació, 6,2 sobre 10, calculada sobre 292 vots.
Referint-se a la pel·lícula, el seu director la va definir: "Vaig pensar que quedaria molt còmic rodar una pel·lícula com el neorealisme italià, però en el qual la gent cantés de manera tan lírica i ridícula com en la sarsuela. Un musical absolutament contrari als nord-americans".
Javier Ocaña, en el Diari El País, qualifica la pel·lícula com "Un gojós i desternillante disbarat en forma de musical, entre la sarsuela i l'opereta (...) una obra que a penes admet comparació amb qualsevol pel·lícula del cinema espanyol. Si de cas, amb '"Amanece que no es poco". I això ja ´se molt".
Andrea G. Bermejo, a la Revista Cinemanía, li atorga una puntuació de 4 sobre 5 estrelles ressenyant:"Fernán Gómez (...) volia fer una pel·lícula lletja i mal feta (no ho va aconseguir) però que divertís al personal".
Amb motiu de la seva reestrena en sales Luis Martínez i Carlos F. Heredero al diari El Mundo ressenyaven: "Espanya es despertava a un temps de llibertat i es descobria incapaç d'entendre una paraula, atrapada en l'estranya representació d'un somni que al mateix temps era aparador d'un malson. I al mig, una pel·lícula feroçment moderna per salvatgement tradicional, anarquista a força de conservadora, postmoderna per rural, revolucionària de pur reaccionària".